# Wang Ťün-sia
Wang Ťün-sia (čínsky: pchin-jin Wáng Jūnxiá, znaky zjednodušené 王军霞, tradiční 王軍霞; * 19. ledna 1973) je bývalá čínská atletka, běžkyně, která se specializovala na střední a dlouhé tratě.
Je olympijskou vítězkou (Atlanta 1996), mistryní světa (Stuttgart 1993) a juniorskou mistryní světa (Soul 1992). V současnosti je stále světovou rekordmankou na tratích 3000 metrů a 10 000 metrů časy 8:06,11 min. a 29:31,78 min. z roku 1993. Jako první žena v historii překonala půlhodinovou hranici na desetikilometrové trati a přiblížila se k osmiminutové hranici na trati 3000 metrů. Skvělý osobní rekord má také na trati 1500 metrů (3:51,92 min, 4. nejlepší čas historie).

## Podezření z dopingu
Na tyto výkony však poněkud padá stín podezření z používání nedovolených podpůrných prostředků. Wang totiž patří do skupiny kontroverzního trenéra Ma Ťün-žena, který byl z těchto nelegálních tréninkových metod a postupů usvědčen o několik let později. Této možnosti nasvědčuje i extrémní kvalita jejích dvou světových rekordů. Na trati 3000 metrů překonala předchozí maximum o celých 16 sekund, na delší trati pak o 42 sekund. Dodnes se k těmto časům žádná běžkyně výrazněji nepřiblížila.

## Osobní rekordy
Dráha
- Běh na 1500 metrů – 3:51,92 – 11. září 1993, Peking
- Běh na 3000 metrů – 8:06,11 – 13. září 1993, Peking  (Současný světový rekord)
- Běh na 5000 metrů – 14:51,87 – 5. květen 1996, Nanking
- Běh na 10 000 metrů – 29:31,78 – 8. září 1993, Peking
- Maratonský běh – 2.24:07 – 4. duben 1993, Tchien-ťin